# Zambia na Letnich Igrzyskach Paraolimpijskich 2012
Zambię na Letnich Igrzyskach Paraolimpijskich 2012 w Londynie reprezentowało 2 zawodników w 1 konkurencji.
Dla reprezentacji Zambii był to czwarty start w igrzyskach paraolimpijskich (poprzednio w 1996, 2000 i 2008). Dotychczas żaden zawodnik nie zdobył paraolimpijskiego medalu.

## Kadra

### Lekkoatletyka
Mężczyźni
| Zawodnik       | Konkurencja | Kwalifikacje | Kwalifikacje | Finał                  | Finał                  |
| Zawodnik       | Konkurencja | Wynik        | Pozycja      | Wynik                  | Pozycja                |
| -------------- | ----------- | ------------ | ------------ | ---------------------- | ---------------------- |
| Lassam Katongo | 800m T12    | 2:04.22      | 3            | Nie zakwalifikował się | Nie zakwalifikował się |
| Lassam Katongo | 1500m T13   | 4:27.81      | 11           | Nie zakwalifikował się | Nie zakwalifikował się |

Kobiety
| Zawodnik      | Konkurencja           | Odległość | Wynik | Pozycja |
| ------------- | --------------------- | --------- | ----- | ------- |
| Rhodah Mutale | pchnięcie kulą F57-58 | 4.59      | 200   | 17      |